# Nueva Zelanda en los Juegos Paralímpicos de Toronto 1976
Nueva Zelanda estuvo representada en los Juegos Paralímpicos de Toronto 1976 por un total de doce deportistas, once hombre y una mujer.

## Medallistas
El equipo paralímpico neozelandés obtuvo las siguientes medallas:
| Nombre          | Deporte      | Evento                     |
| --------------- | ------------ | -------------------------- |
| Oro             |              |                            |
| Eve Rimmer      | Atletismo    | Disco 3 femenino           |
| Eve Rimmer      | Atletismo    | Jabalina 3 femenino        |
| Eve Rimmer      | Atletismo    | Peso 3 femenino            |
| Eve Rimmer      | Atletismo    | Pentatlón 3 femenino       |
| Dennis Miller   | Atletismo    | 60 m 1C masculino          |
| Dennis Miller   | Atletismo    | Eslalon 1C masculino       |
| Bill Lean       | Atletismo    | Peso 4 masculino           |
| Plata           |              |                            |
| Brian McNicholl | Atletismo    | Eslalon 4 masculino        |
| Bronce          |              |                            |
| Jim Savage      | Atletismo    | Peso 3 masculino           |
| David Hynds     | Atletismo    | Disco 1C masculino         |
| Reuben Ngata    | Halterofilia | Peso ligero masculino      |
| Fred Creba      | Halterofilia | Peso mediopesado masculino |
| Paul Chambers   | Natación     | 50 m braza 4 masculino     |